# دير كفيفان
دير كفيفان، هي قرية لبنانية من قرى قضاء البترون في محافظة الشمال.
- المسافة من بيروت: 68 كلم
- الارتفاع عن سطح البحر:440 م
- القرى المحاذية: كفر حتنا، صلاح، كفيفان، بيداريل، جران، دريا

## أعلامها
- إميل بيطار